# Кінець світу (BBC)
«Кінець світу» (англ. End Day) — британська документальна драма, науково-фантастичний фільм-катастрофа 2005 року виробництва BBC, що вийшов у ефір National Geographic Channel у вигляді телесеріалу (проект National Geographic Channel Presents) і зображує деякі сценарії глобальних катастроф.
Сюжет оповідає про вигаданого науковця доктора Гавелла (грає Глен Конрой), який їде зі свого готельного номера в Лондоні в лабораторію в Нью-Йорку, та показує, як кожен зі сценаріїв впливає на його подорож, а також на тих, хто навколо нього. Кожну конкретну катастрофу супроводжують коментарі різних експертів.

## Сюжет
Фільм розбито на кілька сюжетів, що оповідають про різні варіанти розвитку подій глобальної катастрофи. Кожен сюжет показує один і той же день з життя доктора Гавелла — спеціаліста центру TBM, який координує проведення досліджень зіткнення частинок на синхрофазотроні. Цей день доктора Гавелла починається з пробудження в готельному номері в Лондоні; в цей час телевізор показує завершальні титри фільму, а потім ведуча новин повідомляє про заворушення, влаштовані противниками запуску прискорювача TBM, які побоюються непередбачених наслідків дослідів із зіткненням частинок. Доктор Гавелл вирушає в аеропорт, щоб літаком потрапити до Нью-Йорка, неподалік від якого розташований прискорювач TBM. Дорогою ведучі новин передають повідомлення про стихійні лиха, щоразу різні.

### Мегацунамі
Виверження вулкану на острові Пальма призвело до руйнування острова, внаслідок чого частина острова відкололася і, впавши в море, викликала хвилю цунамі надзвичайного розміру. Хвиля проходить через Атлантичний океан і завдає удару по східному узбережжю США, зокрема по великих містах — таких як Нью-Йорк, Маямі, Бостон.

### Астероїд
Після дивних вибухів на Середньому Сході вчені приходять до висновку, що до землі наближається величезний астероїд, а вибухи — лише наслідки удару його уламків, що увійшли в земну атмосферу раніше. Визначена точка падіння астероїда — околиці Берліна. Розпочато термінову евакуацію, а в астероїд запущено ядерні ракети. Однак замість того, щоб бути знищеним ракетним обстрілом, астероїд розколюється на шматки, що йдуть колишнім курсом. Внаслідок удару астероїда Берлін виявляється майже повністю зметеним з лиця землі.

### Пандемія
В аеропорту Лондона в літаку виявлено мертвого пасажира. Причина смерті — зараження небезпечним вірусом, від якого на Далекому Сході вже загинули сотні тисяч людей. Вірус розповсюджується вкрай швидко, і незабаром кількість жертв серед жителів Лондона обчислюється тисячами. Лондон оточено й закрито на карантин.

### Стрейнджлет
В останньому епізоді доктор Гавелл успішно дістається до прискорювача. Натовп протестантів закликає зупинити експеримент, побоюючись появи чорних дір. Висловлено припущення, що під час експерименту можуть утворитися так звані стрейнджлети, які зможуть поглинути всю матерію навколо. Попри це, доктор Гавелл починає запуск прискорювача, і через деякий час стається вибух і з'являється чорна діра, яка поступово затягує центр TBM, потім Нью-Йорк і весь світ.
Всі епізоди, крім останнього, завершуються коментарями диктора, який пояснює, що все щойно показане — лише варіант розвитку катастрофи, після чого йдуть завершальні титри. Все побачене виявляється телепередачею, показаною по телевізору в номері доктора Гавелла, під яку він прокидається, і день починається знову з новим розвитком катастрофи.
Останній сюжет завершує фільм коментарем спеціаліста про те, що катастрофа при запуску прискорювача вкрай малоймовірна, і цю тему журналісти лише використовують для підвищення рейтингів. Між тим, інші варіанти катастроф, показані у фільмі, значно ймовірніші.

## Цікаві факти
- Під час другого епізоду, доктор Гавелл проїжджає на таксі повз кінотеатр, де показують фільм День бабака, головний герой якого постійно переживає один і той же день.
- Побоювання противників запуску прискорювача ідентичні тим, з якими виступають критики експериментів на Великому адронному колайдері.
- Будильник у номері доктора Гавелла в кожному епізоді грає пісеньку зі словами «Tomorrow never comes…» («Завтра ніколи не настане…»).